# 公館 (屏東縣)
公館，是臺灣屏東縣屏東市的一個傳統地域名稱，位於該市南部。相較於今日行政區，其範圍大致包括新生里西南大半部、前進里東南部凸出部分的東部邊界地帶北半段、新興里不含東北端、玉成里、公館里、龍華里北半部、頂柳里西部邊界地帶中段。
本地區境內主要聚落為公館、公館埔、龜屯、玉成、崙仔尾，設有公正國中、公館國小。

## 歷史
台灣日治初期，公館地區為一街庄，稱為「公館庄」（舊制街庄），隸屬於港西中里。該庄昔日西及西北與頭前溪庄為鄰，東北邊及東邊北段與歸來庄為鄰，東邊中至南段及南邊東段為大湖庄，南邊中至西段為社皮庄。
1901年（日治明治三十四年）11月11日，全台廢縣廳改設二十廳，該庄隸屬於阿猴廳。1904年（明治三十七年）4月15日，該庄編入「公館區」，隸屬於阿猴廳。1905年（明治三十八年）4月1日，阿猴廳改稱「阿緱廳」。1909年（明治四十二年）10月25日，全台合併二十廳為十二廳，公館區仍隸屬於阿緱廳。1920年（大正九年）10月1日，全台地方制度大改正，廢十二廳改設五州二廳，該庄改制為「公館」大字，隸屬於高雄州屏東郡屏東街（新制街庄）。1933年（昭和八年）12月，屏東街升格為州轄屏東市。
戰後屏東市改制為省轄屏東市，大字亦改制為里。1950年10月1日，高、屏分治，屏東市改制為縣轄屏東市，隸屬於屏東縣。

## 聚落
本地區發展較早的聚落為公館、公館埔、龜屯、玉成、崙仔尾，在日治初期的官方地圖上已有記載。

## 交通
省道台1線又稱「縱貫公路」，是臺北至楓港的傳統平面幹道，經過本地區北端。由該道路北行（大方向，當地先向西行）可前往高雄市大寮區、鳳山區、三民區、左營區等地，南行（大方向，當地先向東行）可前往麟洛鄉、內埔鄉、竹田鄉、萬巒鄉西南端等地。
省道台27線是荖濃至烏龍的幹道，經過本地區東部的公館埔聚落、龜屯聚落東郊。由該道路北行可前往屏東市屏東市區、長治鄉/九如鄉交界地帶、鹽埔鄉、高樹鄉等地；南行可前往萬丹鄉、新園鄉，並止於省道台17線路口。
鄉道屏41-1線是大湖至板橋頭的道路，經過本地區東南部的龜屯聚落。該道路在本地區部分路段與鄉道屏45線共線。
鄉道屏45線是頂宅至下廍的道路，經過本地區的龜屯聚落。該道路在本地區部分路段與省道台27線共線，另有部分路段與鄉道屏41-1線共線。
鄉道屏47線是頭前溪至社皮的道路，經過本地區西南端。

## 學校
- 公正國中
- 公館國小

## 公務機關
- 屏東縣政府警察局屏東分局公館派出所

## 醫療院所
- 國軍高雄總醫院屏東分院（大部分）